# Szombathely Crushers 2022
Questa voce raccoglie le informazioni riguardanti i Szombathely Crushers nelle competizioni ufficiali della stagione 2022.

## Divízió I 2022

### Stagione regolare
| 9 aprile 2022 2ª giornata | Tatabánya Mustangs | 21 – 0 | Szombathely Crushers |  |

| 30 aprile 2022 5ª giornata | Szombathely Crushers | 13 – 20 | Budapest Titans |  |

| 14 maggio 2022 7ª giornata | DEAC Gladiators | 12 – 21 | Szombathely Crushers |  |

| 28 maggio 2022 9ª giornata | Szombathely Crushers | 13 – 14 | VSD Rangers |  |

| 11 giugno 2022 10ª giornata | Szombathely Crushers | 25 – 13 | CFS Guardians |  |

| 25 giugno 2022 11ª giornata | Budapest Cowbells 2 | 6 – 34 | Szombathely Crushers |  |

### Playoff
| 9 luglio 2022 Semifinale | VSD Rangers | 0 – 6 | Szombathely Crushers |  |

| 23 luglio 2022 Pannon Bowl | Budapest Titans | 18 – 13 | Szombathely Crushers |  |

## Statistiche di squadra
| Competizione      | %Vittorie | In casa | In casa | In casa | In casa | In casa | In casa | In trasferta | In trasferta | In trasferta | In trasferta | In trasferta | In trasferta | Totale | Totale | Totale | Totale | Totale | Totale |
| Competizione      | %Vittorie | G       | V       | N       | P       | Pf      | Ps      | G            | V            | N            | P            | Pf           | Ps           | G      | V      | N      | P      | Pf     | Ps     |
| ----------------- | --------- | ------- | ------- | ------- | ------- | ------- | ------- | ------------ | ------------ | ------------ | ------------ | ------------ | ------------ | ------ | ------ | ------ | ------ | ------ | ------ |
| Stagione regolare | .500      | 3       | 1       | 0       | 2       | 51      | 47      | 3            | 2            | 0            | 1            | 55           | 39           | 6      | 3      | 0      | 3      | 106    | 86     |
| Playoff           | .500      | 0       | 0       | 0       | 0       | 0       | 0       | 2            | 1            | 0            | 1            | 19           | 18           | 2      | 1      | 0      | 1      | 19     | 18     |
| Totale            | .500      | 3       | 1       | 0       | 2       | 51      | 47      | 5            | 3            | 0            | 2            | 74           | 57           | 8      | 4      | 0      | 4      | 125    | 104    |